# Akanthomyces lecanii
Akanthómyces lecánii  (лат.) — вид грибов-аскомицетов, относящийся к роду Akanthomyces семейства Cordycipitaceae. Ранее анаморфа выделялась в род Lecanicíllium либо включалась в состав Verticillium. Телеоморфа ранее именовалась Córdyceps confragósa.

## Описание
Колонии анаморфы на 10-е сутки 1,5—2,5 см в диаметре, желтовато-белые. Реверс насыщенно-жёлтый.
Фиалиды игловидные, заострённые, 11—30 × 1,3—1,8 мкм, расположенные одиночно или собраны по нескольку (до 6) в мутовки непосредственно на гифах мицелия или на прямостоячих конидиеносцах, иногда в качестве ответвлений от других фиалид. Конидии собраны в слизистые головки, широкоэллипсоидальные, 2,5—4,2 × 1—1,5 мкм, одинаковые.
При 33 °C рост отсутствует, температурный оптимум — 21—24 °C.
Перитеции в культуре не встречаются, образуются непосредственно на мицелии анаморфы, покрывающем отмершее насекомое, оранжевые, фляговидные.

## Экология и значение
Неспецифичный энтомопатоген. Используется в качестве агента биологического контроля.

## Таксономия
Akanthomyces lecanii (Zimm.) Spatafora, Kepler & B.Shrestha, IMA Fungus 8 (2): 343 (2017). — Cephalosporium lecanii Zimm., Teysmannia 9: 241 (1899).